# Éditions Zodiaque
Les Éditions Zodiaque sont une maison d'édition créée en mars 1951 par dom Angelico Surchamp à l'abbaye bourguignonne Sainte-Marie de la Pierre-Qui-Vire (Yonne), où a été éditée et imprimée la majeure partie des collections.
En 2002, l'abbaye décide d'arrêter les Éditions Zodiaque qui sont rachetées par le groupe La Vie catholique et intégrées à Desclée de Brouwer.

## Chronologie succincte
- 1951 : Publication de Deux notes sur l'art abstrait par dom Angelico Surchamp. Naissance de Zodiaque.
- 1953 : En complément à la revue paraît Autun, qui marquera le début de la collection « Les travaux des mois », poursuivie jusqu'au 34e volume, Les Chemins de Compostelle, en 1989.
- 1954 : Regroupement de numéros de la revue sur la Bourgogne en Bourgogne romane, publié à 40 000 exemplaires, et naissance de « La nuit des temps », qui relie toutes les revues de l'abbaye et comptera 88 volumes.
- 1960 : Avec Le Monde d'Autun, lancement des « Points cardinaux », collection qui comptera 29 volumes jusqu'en 1999.
- 1961 : Lancement de « La carte du ciel », collection qui sera continuée jusqu'en 1979.
- 1965 : Début de la collection « Introductions à La nuit des temps », qui comptera 17 volumes dont le Lexique des symboles qui atteindra 60 000 exemplaires.
- 1972 : Edition du N°93 de la Revue Zodiaque avec pour titre "D'une peinture moderne symbolique", dialogue autour d'un art moderne symbolique (avec le peintre Alfera)
- 1978 : Publication d'une édition illustrée de la Bible de Jérusalem[2].
- 1980 : Zillis ouvre la collection « La voie lactée ».
- 1981 : Début d'une série de grands livres de synthèse sur l'art médiéval.
- 1991 : Arrêt de la revue, remplacée par le Bulletin.
- 1995 : Coédition d'un cédérom Initiation à l'art roman. Retraite de dom Angelico.
- 1996 : Lancement de « La route des mages », collection ouvrant aux expressions artistiques des grandes religions du monde (4 volumes).
- 1997 : Lancement de la revue Zodiaque.
- 1997 : Lancement de la collection « Le ciel et la pierre » consacrée aux grandes cathédrales gothiques (9 volumes).
- 1998 : Lancement de « Visages du Moyen Âge ».
- 2001 : 50e anniversaire.
- 2002 : Les éditions sont vendues au groupe Publications de La Vie catholique) (PVC) . Elles sont intégrées aux éditions Desclée de Brouwer, qui créent une nouvelle entité sous le même nom. La même année, les archives du Zodiaque sont déposées à l'Institut mémoires de l'édition contemporaine[Note 1], archives qui contiennent la vie de la maison, des prémices à la fin.
- 2015 : Le 2 février la société est absorbée par son seul actionnaire : Desclée de Brouwer[3].

## Historique
Ces éditions ont commencé sous la forme d'expositions, puis de revues et enfin de collections de livres sur l'art roman en Europe et au Moyen-Orient. Ceux-ci ont été réalisés conjointement par les moines de l'abbaye et des universitaires comme Marcel Durliat ou Raymond Oursel. Jean Dieuzaide a, entre autres, illustré ces éditions d'un grand nombre de ses photographies. 
En 2002, l'abbaye décide d'arrêter les Éditions Zodiaque qui sont rachetées par le groupe La Vie catholique et intégrées à Desclée de Brouwer qui verse en 2004 la totalité de leurs archives éditoriales à l'Institut mémoires de l'édition contemporaine de Caen.

## Démarche et objectifs
Le choix du nom est né d'un désir de « revenir à une vraie notion de temps basée sur les lois de la nature : à une vie normale, inscrite dans le déroulement, voulu par Dieu, du monde des choses. » Il y a également trois raisons :
- D'une part, le zodiaque encore visible au tympan de nombreuses églises pose la question de l'origine et du mystère de l'art du Moyen Âge. Pourquoi ces zodiaques aux portails des églises ? Le fait que cette question reste presque sans réponse suffit à montrer qu'il y a encore beaucoup à apprendre pour pénétrer, dans leur réelle intelligence, les œuvres médiévales.
- Ensuite, on peut y voir un symbole. Le zodiaque était d'origine païenne. Or le christianisme n'a pas hésité à le faire sien, à greffer sur son ancien symbolisme un symbolisme nouveau, ce qui relève d'un programme. Dans l'art d'aujourd'hui, il s'agit de « saisir tout ce qui pouvait paraître convertible en art chrétien légitime, quitte à repenser d'une façon nouvelle les éléments dont nous chercherions de la sorte à tirer parti, et à indiquer avec franchise les aspects que nous jugerions chrétiennement inadmissibles ou nocifs. »
- Enfin parler de zodiaque, c'est parler du temps : du temps naturel, de celui que mesure le mouvement des planètes dans la sphère céleste. Cette question de temps paraît l'une des plus cruciales de l'époque. L'accélération constante du progrès peut sembler un risque majeur. « En prônant le zodiaque, disions-nous, nous réclamons le retour à une vraie notion de temps basée sur les lois de la nature : à une vie normale, inscrite dans le déroulement, voulu par Dieu, du monde des choses. » Il s'agit de laisser entendre que l'art n'intéresse que dans la mesure où il débouche sur l'aventure humaine, la révélant mieux que tout autre indice, l'engageant aussi.

« On n'atteint la beauté que dans l'amour, et l'amour exige le temps et la liberté. »

En tentant l'inventaire complet de l'art et l'architecture religieuse de cette période, La collection « La Nuit des temps » de ces éditions a le mérite d'avoir contribué à faire connaître cet art à un large public, mais elle a également rempli, par le biais de ses nombreuses planches en noir et blanc occultant les vestiges de polychromie et les peintures murales en couleur, les esprits d'images fausses d'un art austère monastique et rural par opposition à l'art gothique laïc, urbain et riche. Les études ont depuis fortement nuancé l'idée reçue voulant que l'art roman se caractérise par le dépouillement de ses sanctuaires et le rejet la couleur. Les photos de cette collection iconographique ont ainsi réinventé cet art, lui conférant un dépouillement ascétique (appelé par le concile Vatican II) qu'il n'a pas connu à ce point au moment de son plein épanouissement.